# Джонатан Баєрс
Джонатан Баєрс– головний герой серіалу «Дивні дива», якого грає Чарлі Гітон. Він є старшим сином Джойс Баєрс, старшим братом  Вілла Баєрса, хлопцем  Ненсі Вілер і найкращим другом Аргайла.

## Біографія
Восени 1983 року молодший брат Джонатана, Вілл, безслідно зник через те, що Джонатан працював допізна. Зникнення брата змусило Джонатана відчувати провину за те, що його не було, і незабаром це вплинуло на його відносини з матір’ю, яка наполягала, що Вілл був у пастці в стінах і захоплений монстром без обличчя. Джонатан відкинув претензії Джойс як ознаку психічного зриву та взяв на себе зобов’язання потурбуватися про поховання після того, як «тіло» Вілла буде знайдено з міської каменоломні. Однак він розуміє, що його мати казала правду після того, як його однокласниця Ненсі Вілер почала стверджувати, що її найкраща подруга також була захоплена згаданим монстром. Після примирення з матір’ю Ненсі та Джонатан перетворили дім Баєрсів на пастку, щоб заманити та вбити чудовисько. За допомогою колишнього хулігана та хлопця Ненсі, Стіва Гаррінґтона, тріо запалило монстра, доки воно не зникло. Незабаром після цього Вілл був врятований з виміру і возз'єднався зі своїм братом і матір'ю. 
Восени 1984 року Джонатан намагався втішити свого травмованого брата. Незабаром Джонатан об’єднується з Ненсі, щоб разом із журналістом Мюрреєм Бауманом викрити лабораторію Гокінса. У процесі двоє повільно починають розкривати свої романтичні почуття одне до одного. Повернувшись додому, Джонатан і Ненсі допомагають Джойс звільнити одержимого Вілл від іншої сутності з Навивороту, відомої як Мозкожер. Через місяць Ненсі і Джонатан офіційно стали парою. 
Влітку 1985 року вони влаштувалися на літню роботу стажерами для Hawkins Post. Джонатан намагався зробити все можливе, щоб втішити Ненсі, над якою їхні колеги кепкували. Він приєднався до своєї дівчини у розслідуванні заяв місіс Дрісколл про те, що хворі щури їдять добрива, лише для того, через їх звільняє  Томом Холловей. Це погіршує стосунки Ненсі та Джонатана, оскільки Джонатан каже їй, що вона не розуміє, наскільки важливою є робота для його сім’ї порівняно з Ненсі, яка є дуже привілейованою. Однак наступного дня Ненсі дзвонить Джонатану, щоб сказати йому, що щури пов’язані з Мозкожером, що змушує його приєднатися до неї і їхніх друзів, щоб знову перемогти монстра. Під час цього Джонатан і Ненсі миряться. Через три місяці Джонатан разом із родиною переїжджає з Гокінса та зі сльозами прощається з Ненсі. 
Навесні 1986 року він жив у Ленора-Гіллз, штат Каліфорнія, де почав курити траву разом зі своїм новим найкращим другом Аргайлом через стрес, який відчував вступивши в коледж. Джонатан і Ненсі погодилися навчатися в коледжі Емерсон у Массачусетсі, незважаючи на те, що його прийняття призвело до фінансових боргів. Джонатан розповідає Аргайлу, що його прийняли до громадського коледжу Ленори Хіллз, і він намагається повідомити цю новину Ненсі, кажучи, що він не хоче, щоб вона пішла за ним і зруйнувала своє життя, а також не хоче йти до Емерсона, щоб втратити свою мрію. Коли Одинадцять забирають, щоб повернути свої сили для боротьби з новою загрозою, яка вбиває людей у Гокінсі, Джонатан втікає від військового рейду на його дім разом з Майком, Віллом і Аргайлом. Квартет здійснює поїздку по пересіченій місцевості до Юти та Невади, щоб знайти Од. Під час подорожі Джонатан помічає, що його брат Вілл емоційно намагається показати свої почуття до Майка. Зрештою він вибачився перед братом за відсутність у його житті та сказав йому, що завжди буде на його боці, незважаючи ні на що. Після створення резервуара сенсорної депривації в Surfer Boy Pizza в Неваді Од тимчасово перемагає Векну, і команда повертається до Гокінса. Зустрівшись із Ненсі, вони щасливі, але Джонатан бреше Ненсі, що його лист про прийняття ще не надійшов. Після возз’єднання зі своєю матір’ю та Хоппером він разом з рештою стає свідком початку вторгнення Навивороту до Гокінса.

## Особистість
Джонатан розумний, замкнутий, асоціальний, добрий, незалежний і сміливий. Незважаючи на те, що він хлопчик з маленького містечка, за словами Джойса, Джонатан хоче вступити до коледжу Нью-Йоркського університету. Він має міцний зв’язок зі своєю сім’єю і має м’яке ставлення до тварин, оскільки він плакав тиждень після свого десятого дня народження, коли батько змусив його вбити кролика на полюванні. Джонатан також має великий інтерес до музики, створив кілька мікстейпів для себе та свого брата, і є початківцем фотографом.

## Навички
1. Високий рівень інтелекту: показано, що Джонатан має вищий за середній рівень інтелекту в плануванні стратегій, варіантів і тактик у безвихідних ситуаціях. Коли його брат пропав безвісти, він пішов у ліс, щоб знайти будь-які підказки, сфотографувавши все незвичайне, що він знайшов. Він використовував карту, щоб позначити всі відомі області, якими подорожує монстр, і знав, що це наступне поточне місце розташування, а наступного дня вони з Ненсі пішли до мисливського магазину за інструментами та припасами, щоб створити пастку для знищення Демогоргона в його будинку. 
2. Експерт-фотограф: Джонатан є чудовим фотографом. Він вважає за краще спостерігати за людьми, а не розмовляти з ними, тому що, за його словами, коли він фіксує правильні моменти, він краще їх читає. 
3. Умілий слідчий: Джонатан дуже вправний у виконанні детективної роботи. Він зміг реконструювати місце злочину в будинку Хізер, дивлячись на всю кров, хімікати та матеріали навколо місця події.
4. Майстерність: Готуючись до встановлення пастки для Демогоргона, він взяв цвяхи й забив їх у бейсбольну біту, створивши холодну зброю з шипами, яку можна було легко використати проти монстра.  
5. Вміння володіти вогнепальною зброєю: він має базові навички володіння вогнепальною зброєю, тому що він ходив на полювання зі своїм батьком, коли йому було 10 років.
6. Рукопашний бій: Джонатан дуже вправно використовує кулаки в боротьбі з супротивниками в бою. Він продемонстрував цю здатність, коли його спровокував Стів і вдарив його кулаком по обличчю. У процесі Джонатан перемагає Стіва. 
7. Надзвичайна міцність: показано, що Джонатан приймає кілька ударів під час бою. Однак він схильний перегруповуватися і повертатися в бій з легкістю. Це представлено під час його бою з колишнім суперником Стівом (якого він з легкістю переміг у кулачному бою), а також його протистояння з Томом Холловеєм і Брюсом Лоу, коли вони стали одержимими.

## Відносини з персонажами
1. Вілл Баєрс
Джонатан — старший брат Вілла. Через відсутність батька він став прикладом для наслідування для Вілла.  Джонатан подарував Віллу мікстейп із піснею The Clash Should I Stay or Should I Go, яка стала його улюбленою піснею. Джонатан сказав, що Віллу не слід примушувати подобатися речі тому, що йому це наказують люди, особливо їхній батько. У 1982 році, у день, коли Лонні назавжди покинув дім Баєрсів, Джонатан і Вілл разом побудували замок Баєрс, використовуючи креслення Вілла. У 1983 році Джонатан взяв додаткову зміну і не зміг переконатися, що Вілл повернувся додому в безпеці, через що Вілла було викрадено Демогоргоном. Джонатан крізь сльози сказав, що він мав бути поруч зі своїм братом, але Джойс заспокоїла його і сказала, що це не його вина.  Коли через Ненсі він дізнався, що Вілл живий, Джонатан вирішив знайти його. Коли Джойс і Хоппер нарешті врятували Вілла з Навивороту, він возз’єднався зі своїм братом у лікарні. Святвечір хлопці проводили з мамою, вечеряючи. Через рік, у 1984 році, покинувши місто, щоб допомогти Ненсі знищити лабораторію Хокінса, Джонатан повернувся, побачивши свій будинок у безладі, і зрозумів, що Вілл і його мама знаходяться в лабораторії Хокінса.  Врятувавши свого брата й матір від  демодогів і повернувшись додому, він вибачився за те, що його не було поруч. У сараї, допитуючи Вілла, Джонатан намагався відновити спогади свого брата, емоційно пригадавши час, коли вони побудували замок Баєрсів. Коли план вдався, Джойс і Джонатан обійняли дезорієнтованого, але знову нормального Вілла. До 1986 року Джонатан розповів брату, що планує відвідувати коледж, щоб залишатися поруч з сім’єю, замість того, щоб відвідувати коледж з Ненсі, оскільки він не хотів їх покидати. Протягом усіх днів подорожі квартету Джонатан і Вілл працювали разом, щоб знайти місцезнаходження Од. Коли брати готували резервуар для сенсорної депривації в морозильній камері Surfer Boy Pizza, Вілл засмутився, побачивши, що Майк і Од  веселилися разом. Джонатан, помітивши це, почав вибачатися перед Віллом за те, що останнім часом його не було поруч, і сказав йому, що сумує за тим, як вони раніше частіше спілкуються. Коли Вілл почав плакати, Джонатан сказав своєму братові, що любить його і ніщо цього не змінить. 
2. Джойс Баєрс
Хоча Джойс піклувалася про свого старшого сина так само, як і про Вілла, вона відчувала провину за те, що не могла підтримувати його більше через роботу, яка забирала багато часу. Коли Джонатан зрозумів, що його мати говорить правду про те, що Вілл живий, він вибачився, і вони помирилися. У 1984 році Джонатан продовжував підтримувати хороші взаємини зі своєю матір'ю, оскільки вони обидва стали захищати Вілла. Після того як Вілла звільнили від Мозкожера, Джонатан обійняв матір і брата. У 1985 році Джойс була щасливою за Джонатана, коли у нього з'явилася дівчина. У 1986 році, хоча Джонатан продовжував мати добрі відносини зі своєю матір’ю, він тримав у таємниці від своєї матері  наркотики. Повернувшись до Хокінса, після тимчасової перемоги над Векною, Джонатан возз’єднався зі своєю матір’ю та розділив з нею обійми.

3. Одинадцять (Од)
Восени 1983 року Джонатан вперше зустрів Одинадцять, коли вона допомогла його родині знайти Вілла в Навивороті, використовуючи свої телекінетичні здібності. Влітку 1985 року Джонатан і Одинадцять разом з Майком, Лукасом, Віллом, Макс і Ненсі знищили Мозкожера. Од допомогла Джонатану врятувати Ненсі від Брюса Лоу та Тома Холловея. Коли Мозкожер вкусив Од, внаслідок чого її щиколотка була пробита, Джонатан допоміг перев’язати її рану. Через три місяці, після «смерті» Хоппера, Од почала жити з Баєрсами та переїхала із Гокінса разом із ними.
Навесні 1986 року Джонатан і Од почали називати себе братом і сестрою, коли вони намагалися пристосуватися до свого нового життя в Ленора-Гіллз, Каліфорнія. Знайшовши Од у Неваді, Джонатан возз’єднався зі своєю прийомною сестрою та сказав їй, що їм потрібно вивезти її з Невади до того, як її знайде уряд. Вночі Джонатан допоміг зробити резервуар для сенсорної депривації для неї, виготовлений з морозильної камери для тіста для піци в місцевій піцерії Surfer Boy Pizza в Неваді. Коли Од почала задихатися внаслідок того, що Векна душив її у Порожнечі, Джонатан допоміг підняти Одинадцять із морозильної камери та поклав її на стіл, тримаючи її за руку, поки Майк заспокоював дівчину. 
4. Ненсі Вілер
Ненсі та Джонатан розмовляли між собою, коли Вілл зник, і Ненсі запевнила його, що з Віллом все буде добре. Коли Ненсі попросила його допомогти в пошуках її подруги Барбари Голланд, Джонатан погодився. Обидва почали зближуватися через спільну мету знайти брата та друга відповідно. Виявивши, що Барбару вбили, Джонатан заспокоїв Ненсі, і вони разом намагалися вбити Демогоргона. Через місяць, після порятунку Вілла, Джонатан отримав  різдвяний подарунок від Ненсі. У 1984 році після того як Ненсі напилася і образила почуття Стіва, Джонатан відвіз її додому і розповів їй, що сталося наступного дня. Джонатан допоміг Ненсі викрити лабораторію Хокінса слідчому Мюррею Бауману, і вони зрештою поцілувалися. Пізніше вони разом рятують Вілла. І врешті-решт, під час «Сніжного балу», Ненсі та Джонатан почали стосунки. У 1985 році вони працюють разом у Hawkins Post. Щоразу, коли Ненсі ображали або принижували її жінконенависницькі колеги, Джонатан робив усе можливе, щоб підтримати та втішити дівчину. Джонатан і Ненсі працювали разом, щоб захистити друзів від монстра. Через три місяці, перш ніж переїхати з Гокінса, Джонатан розрадив засмучену Ненсі й попрощався з нею, а потім обійняв і поцілував її. До 1986 року стосунки Джонатана і Ненсі стали дещо напруженими. Тепер їх розділяють тисячі миль, і Ненсі не відвідає резиденцію Баєрсів на весняні канікули разом із Майком, що лише спричиняє подальшу напругу. Незважаючи на плани вступити до коледжу разом, Джонатан зрештою передумав і вирішив навчатися в коледжі, де він залишався поруч зі своєю родиною, і не повідомляв про це Ненсі, оскільки він не хотів, щоб вона відмовилася від своїх мрій лише заради того, щоб бути з ним. Коли вони возз’єднуються, Джонатан і Ненсі з любов’ю обіймаються і вибачаються одне перед одним.
5. Аргайл 
Переїхавши зі своєю родиною до Ленора-Гіллз, штат Каліфорнія, Джонатан познайомився з Аргайлом, і оскільки їх обох вважали аутсайдерами в середній школі Ленора-Хіллз, вони стали близькими друзями. Аргайл також допомагав Джонатану та його молодшим брату і сестрі їздити до школи, оскільки машина Джонатана зламалася. Пізніше у Джонатана виникла ідея попросити Аргайла допомогти йому, Майку та Віллу перевезти їх через країну назад до Індіани, щоб знайти Одинадцять і врятувати друзів у Гокінсі. Пізніше, подорожуючи через Неваду, щоб знайти об’єкт, Джонатан почав розчаровуватися, вважаючи, що вони загубилися, поки Аргайл не знайшов сліди шин і визначив, що вони належать військовим машинам, що дозволило їм вчасно врятувати Одинадцять. Після цього Джонатан і Аргайл працювали разом над створенням резервуара сенсорної депривації в Surfer Boy Pizza, щоб Од могла використовувати свої здібності для боротьби з Векною. Через два дні Джонатан і Аргайл разом поїхали до Гокінса і приєдналися до решти своїх друзів у відбудованій хатині Хоппера.

## Цікаві факти
1. До четвертого сезону Джонатан їздив на Ford Galaxie 500 1971 року випуску. Однак до 1986 року автомобіль зламався.
2. У першому сезоні Джонатан працював у міському кінотеатрі. 
3. Четвертий сезон — єдиний сезон, який взагалі не показує фотографічного хобі Джонатана.
4. Він хотів вступити до Нью-Йоркського університету з шести років, але відмовився від цієї мрії в 1986 році, оскільки його прийняли до коледжу Lenora Hills Community College.